# Hypoptychus dybowskii
Hypoptychus dybowskii is een straalvinnige vis en behoort tot de familie zandalen (Hypoptychidae) van de orde stekelbaarsachtigen (Gasterosteiformes). De vis kan een lengte bereiken van 6 cm. De hoogst geregistreerde leeftijd is 1 jaar. 

## Leefomgeving
Hypoptychus dybowskii is een zoutwatervis. De vis prefereert een gematigd klimaat en leeft hoofdzakelijk in de Grote Oceaan.

## Relatie tot de mens
Hypoptychus dybowskii is voor de visserij van aanzienlijk commercieel belang. In de hengelsport wordt er weinig op de vis gejaagd. 